# Editorial Finestres

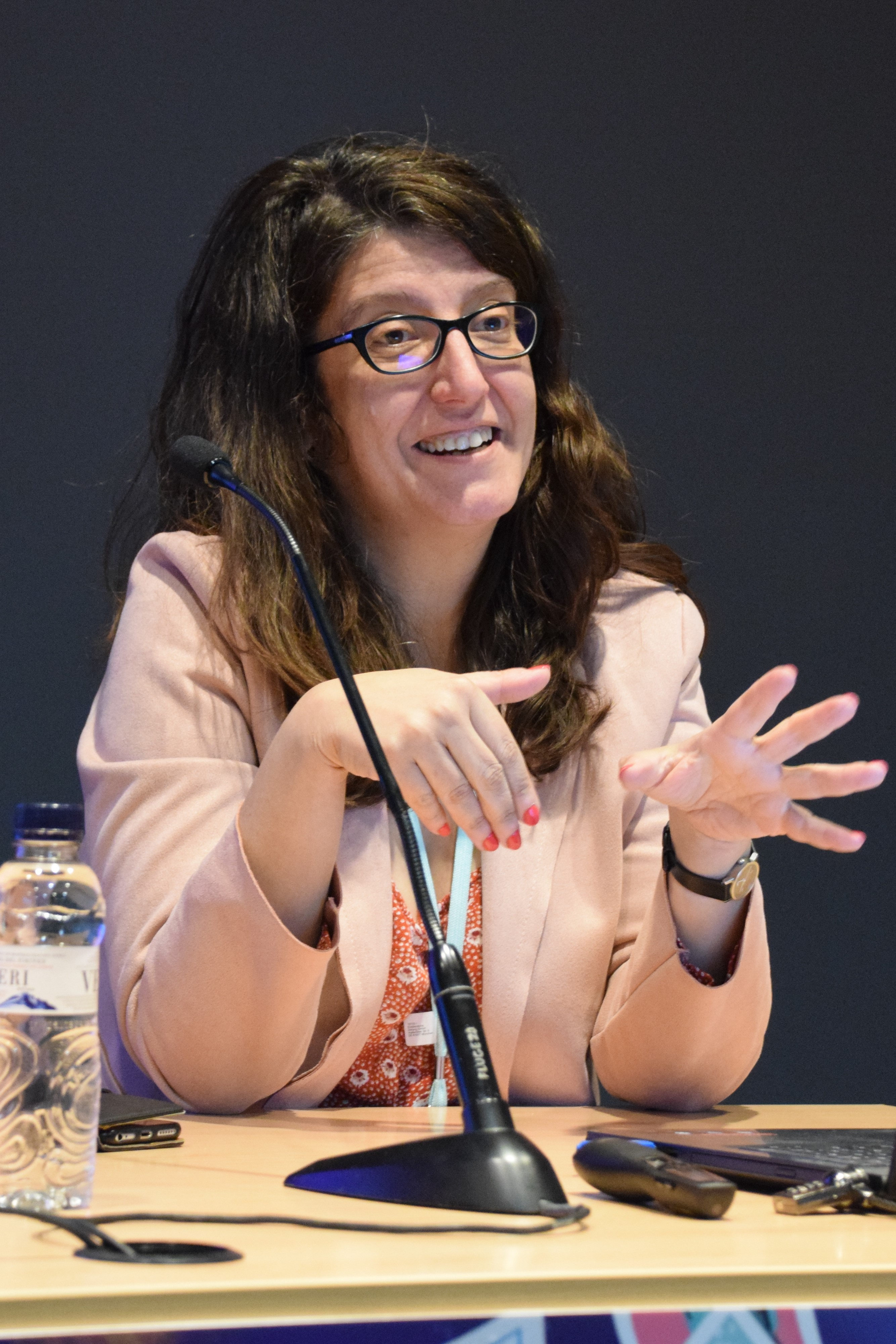
Montserrat Terrones presentant les novetats editorials al 41 Comic Barcelona (2023).

L'Editorial Finestres és un segell editorial dedicat a la publicació de còmic adult en català. Gestionada per la Fundació Finestres, impulsada per Sergi Ferrer-Salat Serra di Migni, té la seva seu a Barcelona, a la Llibreria Finestres. Fou creada el mes de novembre de l'any 2021 com una aposta dels impulsors per omplir un buit en el món del còmic i normalitzar la presència de còmics adults en català a les llibreries. Els dos primers títols de l'editorial Finestres varen ser les traduccions de L'accident de caça, de Landis Blair i David L. Carlson, i l'edició integral d’Intrèpides, de Pénélope Bagieu, guanyadora del Premi Eisner.

## Premi Finestres de Còmic en català
L'any 2022, en el marc dels Premis Finestres, l'editorial anuncià la creació d'un nou premi de còmic en català destinat a obres inèdites. La participació és oberta a tots els creadors i creadores d’arreu sempre que presentin un projecte de novel·la gràfica en llengua catalana. El premi està dotat amb 25.000 euros, a compte de drets d’autor, i inclou la publicació de l’obra per l’Editorial Finestres. El jurat de la primera edició estava format per Ana Penyas, Paco Roca, Jaume Vilarrubí, Mery Cuesta i Montserrat Terrones. En la segona edició s'hi va afegir la categoria de Mencions al Talent Novell de Còmic en Català, amb una dotació de 15.000 euros en què hi poden optar autors de menys de 30 anys.
| Edició | Any  | Obra guanyadora                                      | Menció especial         | Mencions al Talent Novell de Còmic en Català |
| ------ | ---- | ---------------------------------------------------- | ----------------------- | -------------------------------------------- |
| 4a     | 2025 | Cap endavant, de Giulia Sargamola                    |                         | El despreniment, d'Uxía Larrosa              |
| 3a     | 2024 | Mala olor, de Nadia Hafid                            |                         | Lignit, d’Emma Casadevall                    |
| 2a     | 2023 | El rei dels cargols, de David Pàmies i David Sánchez |                         | Canícula d'Adrià Turina                      |
| 1a     | 2022 | Què, de Max                                          | Aiguagim de Marina Sáez |                                              |